# Alphabet géorgien
L’alphabet géorgien (nommé localement მხედრული, mkhedruli) est l’écriture actuellement utilisée pour écrire le géorgien et quelques autres langues du Caucase, dont l’ossète, l’abkhaze, ainsi que le bats (une langue du sous-groupe nakh dans les langues nakho-daghestaniennes) qui y ajoute des signes diacritiques, le mingrélien et le svane.
C’est normalement une écriture unicamérale dans sa forme ronde moderne mkhedruli actuelle (comportant 33 lettres : 28 consonnes et 5 voyelles) :
- soit militaire, comme dans sa forme ronde classique originelle mrgvlovani (მრგვლოვანი),
- soit onciale, dont les lettres asomtavruli, c'est-à-dire majuscules, étaient différentes des lettres rondes modernes).

Mais elle fut temporairement une écriture bicamérale dans son ancienne forme ecclésiastique khutsuri (ხუცური, « ecclésiastique »), grâce à l’ajout d’un autre alphabet carré nuskhuri (ნუსხური, « minuscules ») ou kutkhovani (კუთხოვანი) pour les minuscules, alphabet aujourd’hui totalement abandonné.
Certains auteurs utilisent toutefois les lettres rondes classiques asomtavruli comme majuscules dans les textes modernes, les titres de journaux, les logos, etc. D'autres ont préféré développer des variantes capitales (appelées mtavruli) de l'alphabet moderne, plus faciles à lire pour les lecteurs que les anciennes formes classiques (et utilisées principalement pour des usages similaires aux petites capitales latines, par exemple pour mettre en emphase des paragraphes importants ou des inscriptions monumentales, où ces lettres peuvent également coexister, en tant que lettres minuscules, avec les lettres rondes classiques utilisées alors pour les initiales en majuscules).

## Histoire

### Origines légendaires
Le plus vieil alphabet géorgien connu est l’asomtavruli, aussi appelé mrgvlovani : il est encore parfois utilisé de nos jours pour noter les capitales dans certains textes. D'après un texte médiéval géorgien, il aurait été inventé en 412 av. J.-C. par des prêtres géorgiens qui suivaient le culte de Matra (c’est-à-dire Mithra).
La création de l'alphabet coïncide avec la diffusion du christianisme en Géorgie, le rôle joué par des moines arméniens est cependant disputé.

### Inscriptions antiques
En 284 av. J.-C., le roi Pharnavaz Ier d'Ibérie aurait réformé l’alphabet.
On retrouve des inscriptions mrgvlovani sur certains bâtiments, tels que l’église géorgienne de Bethléem. L'inscription la plus ancienne connue, celle de Bir el Qutt (en), au nord de Bethléem, remonte à l'an 430 de notre ère.

### Évolution bicamérale ecclésiastique, simplification séculaire au Moyen-Âge et adaptations modernes
L’alphabet nuskhuri, aussi appelé kutkhovani (« carré »), utilisé pour noter les minuscules, est apparu vers le IXe siècle. Les alphabets asomtavruli et nuskhuri de l’écriture khutsuri (ხუცური, ou « écriture liturgique », parfois transcrite « Xucuri »), ont été utilisées ensemble pour écrire les textes religieux, utilisant l’asomtavruli pour noter les capitales.
L’alphabet moderne, appelé mkhedruli (მხედრული, « séculaire » ou « écriture militaire », parfois transcrit « mxedruli »), fit son apparition au XIe siècle. Il fut d’abord utilisé pour les textes non religieux puis il remplaça complètement le nuskhuri de l’ancienne écriture ecclésiastique. Les linguistes géorgiens décrivent son orthographe comme phonétique[réf. nécessaire]. De nouvelles lettres sont ajoutées à l'alphabet pour tenir compte des évolutions phonétiques et des emprunts aux autres langues caucasiennes environnantes. D'autres lettres sont aussi tombées en désuétude pour le géorgien moderne (mais certaines ont été conservées pour le mingrélien et le svan).
À l'époque moderne, une adaptation du mkhedruli en capitales pour le titrage ou l'emphase a également été introduite, plus commode à lire pour les lecteurs actuels de l'alphabet moderne que le nuskhuri.

## Composition
Sous sa forme moderne, l’alphabet géorgien mkhedruli comporte 33 lettres :
| an [ɑ] | ban [b]   | gan [g]   | don [d̪]  | en [ɛ]   | vin [v]  | zen [z]    | than [t̪ʰ] | in [ɪ]   | kan [k']  | las [l]    | man [m] | nar [n]   | on [ɔ]  | par [p'] | zhan [ʒ] | rae [ɾ] | san [s] | tar [t̪'] |
| ა      | ბ         | გ         | დ        | ე        | ვ        | ზ          | თ         | ი        | კ         | ლ          | მ       | ნ         | ო       | პ        | ჟ        | რ       | ს       | ტ        |
| un [ʊ] | phar [pʰ] | khan [kʰ] | ghan [ɣ] | qar [q'] | shin [ʃ] | chin [t͡ʃʰ] | can [tsʰ] | jil [dz] | cil [ts'] | char [t͡ʃ'] | xan [x] | jhan [d͡ʒ] | hae [h] |          |          |         |         |          |
| უ      | ფ         | ქ         | ღ        | ყ        | შ        | ჩ          | ც         | ძ        | წ         | ჭ          | ხ       | ჯ         | ჰ       |          |          |         |         |          |

À l’origine, l’alphabet comportait six lettres supplémentaires, qui sont depuis tombées en désuétude. L’alphabet comprend aussi deux autres lettres utilisées pour transcrire les langues mingrélienne et svane, et trois autres lettres rares ainsi qu’une ancienne ponctuation traditionnelle :
| he [e] | hie [j] | we [wi] | har [q] | hoe [ow] | fi [f] |
| ჱ      | ჲ       | ჳ       | ჴ       | ჵ        | ჶ      |

| yn [ə] | elifi [ʔ] |
| ჷ      | ჸ         |

| gan retourné [ɢ] | ain [ʕ] | petit nar nasalisation |
| ჹ                | ჺ       | ჼ                      |

| séparateur de paragraphes |
| ჻                         |

Avec l’alphabet géorgien mkhedruli, il n’existe ni majuscule ni minuscule. Cependant, certains auteurs géorgiens ont tenté d’utiliser les lettres rondes de l’alphabet classique assomtavrouli comme capitales (comme l’ont fait temporairement les religieux pour l’ancienne écriture ecclésiastique khutsuri où, cependant, les lettres minuscules formaient un second alphabet nuskhuri, les lettres classiques étant réservées aux majuscules) :
| an [ɑ] | ban [b]   | gan [g]   | don [d̪]  | en [ɛ]   | vin [v]  | zen [z]    | tan [t̪ʰ]  | in [ɪ]   | kan [k']  | las [l]    | man [m] | nar [n]   | on [ɔ]  | par [p'] | zhan [ʒ] | rae [ɾ] | san [s]  | tar [t̪'] |
| Ⴀ      | Ⴁ         | Ⴂ         | Ⴃ        | Ⴄ        | Ⴅ        | Ⴆ          | Ⴇ         | Ⴈ        | Ⴉ         | Ⴊ          | Ⴋ       | Ⴌ         | Ⴍ       | Ⴎ        | Ⴏ        | Ⴐ       | Ⴑ        | Ⴒ        |
| un [ʊ] | phar [pʰ] | khar [kʰ] | ghan [ɣ] | qar [q'] | shin [ʃ] | chin [t͡ʃʰ] | can [tsʰ] | jil [dz] | cil [ts'] | char [t͡ʃ'] | xan [x] | jhan [d͡ʒ] | hae [h] | he [e]   | hie [j]  | we [wi] | har [qʰ] | hoe [ow] |
| Ⴓ      | Ⴔ         | Ⴕ         | Ⴖ        | Ⴗ        | Ⴘ        | Ⴙ          | Ⴚ         | Ⴛ        | Ⴜ         | Ⴝ          | Ⴞ       | Ⴟ         | Ⴠ       | Ⴡ        | Ⴢ        | Ⴣ       | Ⴤ        | Ⴥ        |

### Variantes graphiques

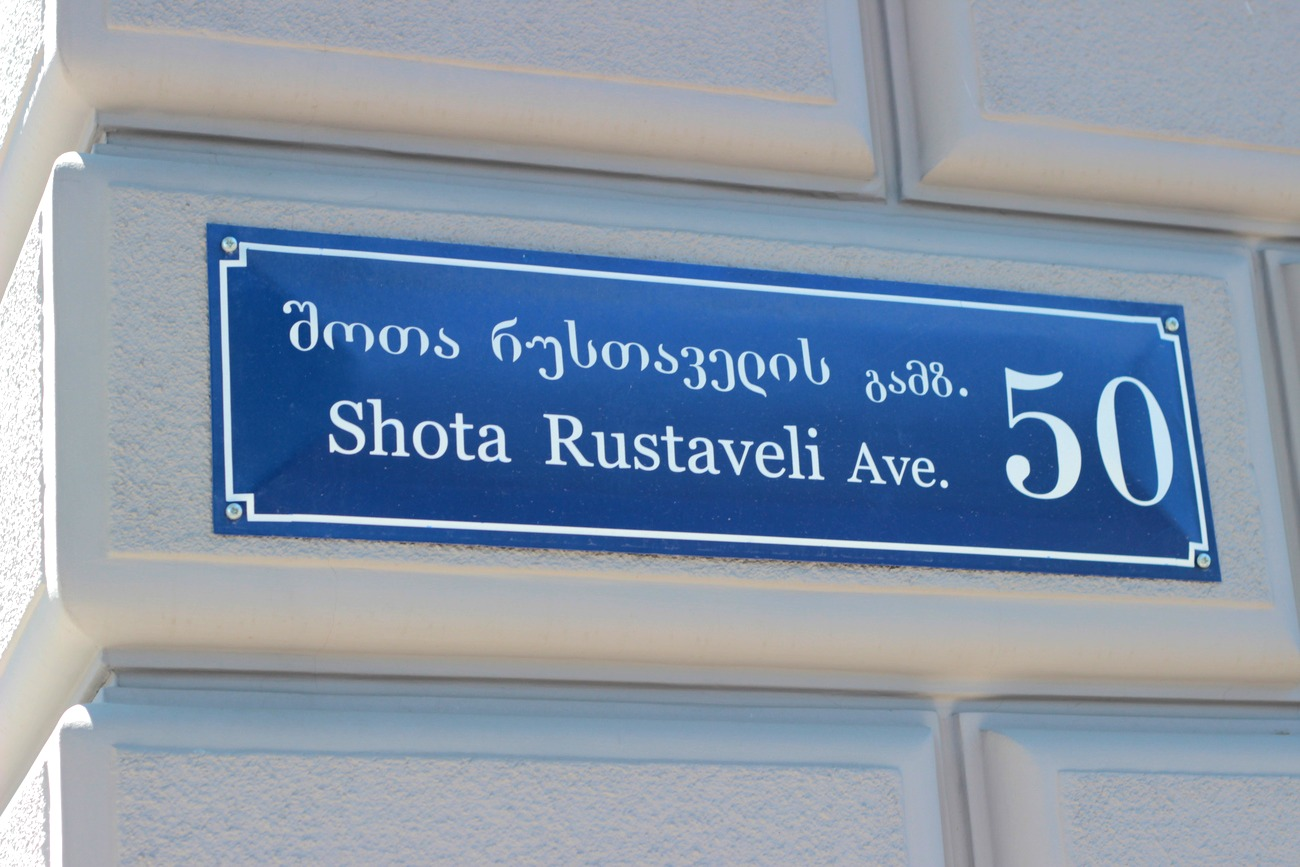
Variantes graphiques des lettres რ et ლ sur une plaque de l’avenue Roustavéli, le nom Roustavéli, რუსთაველის ressemblant à hუსთავეჺის.

De nombreuses lettres connaissent des variantes graphiques. Par exemple la boucle supérieure de ზ (zeni) et le trait supérieur de რ (rae) peuvent être représentés dans le sens inverse de celui présenté habituellement. D'autres variantes communes sont :
- ზ, ო et ხ (zeni, oni, khani) sont généralement représentés sans la petite langue.
- გ (gani) peut être écrit comme ვ (vini) avec une boucle fermée en bas.
- დ (doni) se rencontre souvent avec une simple boucle en haut, .
- კ, ც et ძ (k'ani, tsani, dzili) sont souvent notés avec une hampe droite : ც (tsani) ressemble alors à un ‹ U › latin avec une indentation dans la verticale droite.
- ლ (lasi) est souvent noté avec un arc unique, .
- Plus rarement ო (oni) peut être écrit comme un angle droit, .
- რ (rae) est souvent écrit avec une hampe droite et un arc unique, , comme un ‹ h › latin.
- ტ (t'ari) est souvent simplifié en une petite boucle avec un long crochet en dessous ou comme un O avec un trait vertical au sommet.
- წ (ts'ili) se rencontre fréquemment avec une boucle arrondie, .
- ჭ (ch'ari) peut s'écrire sans crochet au sommet ou avec une hampe verticale droite.
- ჯ (djani) peut être écrit soit comme un ‹ X › latin avec des crochets ou comme un .

## Représentation informatique
Les alphabets géorgiens sont représentés par les caractères Unicode codés dans 3 blocs : Géorgien (U+10A0 à U+10FC) (contenant deux alphabets distincts), Géorgien étendu (U+1C90 à U+1CBF) et Géorgien – supplément (U+2D00 à U+2D2F).

### Écriture modernemkhedruli

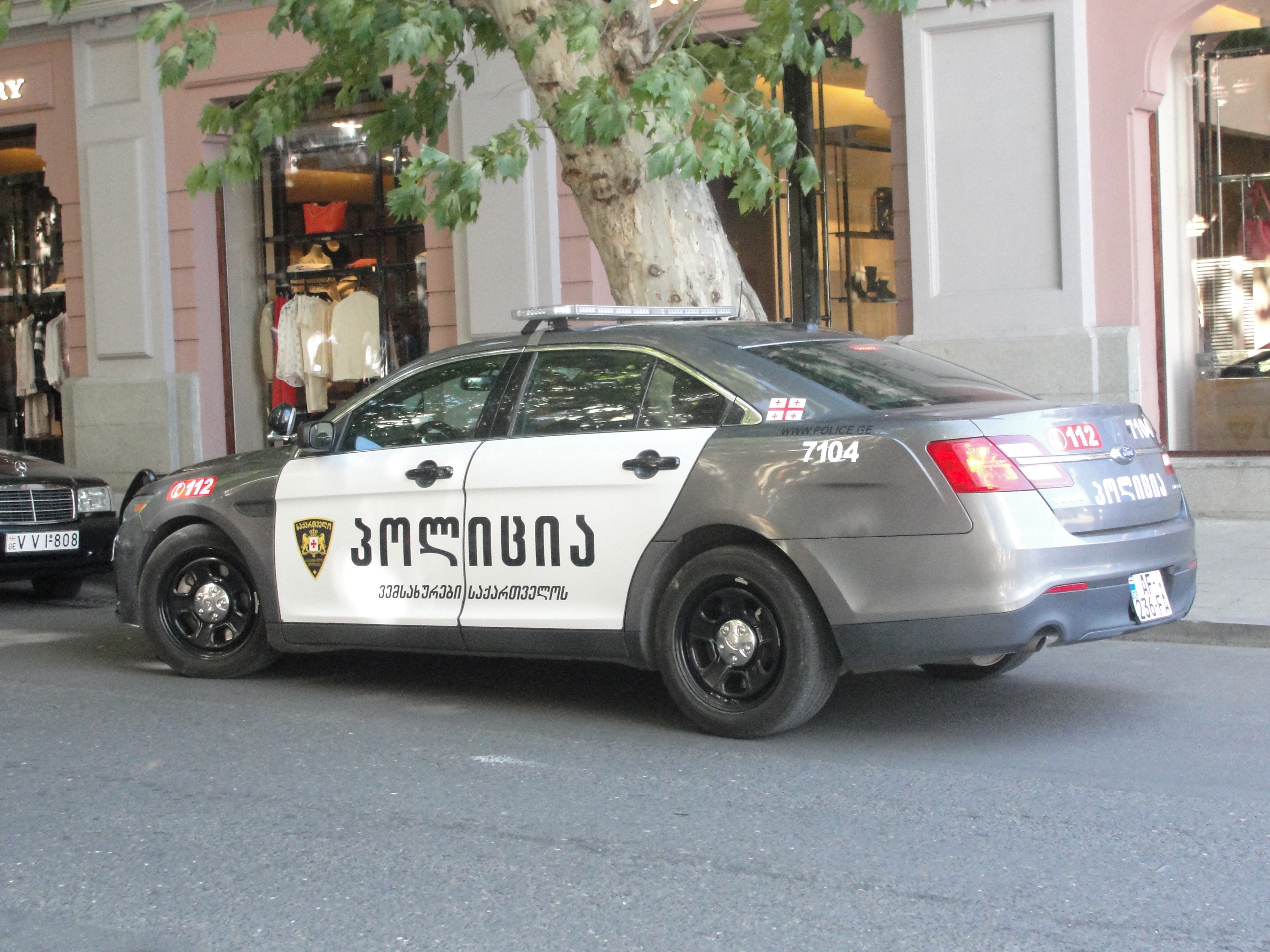
Lettres « capitales mkhedruli » (mtavruli) sur une voiture de police à Tbilissi en Géorgie.

- Les lettres rondes de l'écriture alphabétique moderne mkhedruli (dont l’alphabet est plus réduit et sans distinction de casses) sont codées de U+10D0 à U+10F0.
- S’y ajoutent les lettres aujourd’hui archaïques U+10F1 à U+10F5, utilisées pour transcrire les lettres de l’ancienne écriture carrée khutsuri ou les inscriptions classiques en majuscules rondes asomtavruli, et une autre lettre archaïque minuscule U+10F6.
- Des lettres sans casse supplémentaire sont utilisées pour la transcription des langues mingrélienne et svane sont codées en U+10F7 et U+10F8.
- D’autres lettres sans casse plus rares sont codées en U+10F9 et U+10FA, ainsi qu’une lettre modificative en U+10FC pour transcrire la nasalisation de certaines autres langues caucasiennes, et trois autres lettres ajoutées de U+10FD à U+10FF pour la transcription géorgienne (adaptée de l’écriture cyrillique) de l’ossète et de l’abkhaze.
- Le caractère U+10FB est une ponctuation géorgienne marquant la fin d’un paragraphe.
- Plus récemment Unicode a ajouté un bloc géorgien étendu, ajoutant des lettres capitales (aussi appelées mtavruli) pour cet alphabet moderne, codées de U+1C90 à U+1CB0.

Le code ISO 15924 de l’écriture géorgienne moderne ronde mkhedruli est Geor (il inclut aussi les capitales mtavruli modernes, dont l'usage est facultatif et sert surtout à réaliser en géorgien l'équivalent des petites capitales latines, pour la présentation emphatique de paragraphes importants ou le titrage, et dont les glyphes sont très proches des lettres mkhedruli normales, mais plus hautes, et toujours au-dessus de la ligne de base sans jambages, avec un interlignage pouvant éventuellement être resserré, par exemple pour les clauses contractuelles en petits caractères). Les lettres mtavruli n'apportent aucune distinction lexicale ou phonétique, ce sont davantage des variantes de forme des lettres mkhedruli usuelles, qui facilitent la lecture dans certains cas comme les panneaux indicateurs routiers, ou les textes en petits corps, avec un interlignage qui peut également être davantage resserré, là où les minuscules usuelles seraient quasi-illisibles car difficiles à distinguer en petite taille ou en lecture rapide.

### Inscriptions classiques ou ancienne écriture ecclésiastiquekhutsuri
- Les lettres capitales rondes asomtavruli de l’ancienne écriture khutsuri sont codées de U+10A0 à U+10CF. (Elles sont parfois utilisées aussi pour apporter une distinction de casse dans l’écriture moderne mkhedruli ; toutefois le risque de confusion de ces « capitales » est grand avec certaines lettres différentes de la casse moderne mkhedruli, assez différente des anciennes minuscules carrées nushkuri).
- Les lettres minuscules carrées nuskhuri de l’ancienne écriture ecclésiastique cursive khutsuri ont été auparavant unifiées avec les lettres rondes (sans casse) de l’alphabet moderne mkhedruli précédent. (Toutefois cela pose un problème car les lettres sont très peu ressemblantes entre les deux alphabets, et il existe un risque de confusion avec les lettres de l’alphabet mkhedruli moderne, dont certaines ont été permutées par rapport aux lettres capitales asomtavruli de l’ancienne écriture.) Depuis, Unicode les a désunifiées et réencodées séparément de U+2D00 à U+2D2F, d’autant plus que ces anciennes minuscules carrées (désignées ainsi car historiquement tracées, comme l’onciale latine, à la plume qui ne facilite pas le tracé des courbes, elles ont été ensuite arrondies à nouveau par l'imprimerie et en typographie moderne) sont en fait plus proches des plus anciennes capitales rondes et n’avaient pas encore intégré les transformations importante de l’alphabet moderne mkhedruli qui s’est également enrichi plus tard de lettres supplémentaires (mais parfois devenues ensuite archaïques) pour d’autres langues.

Le code ISO 15924 de l’ancienne écriture géorgienne ecclésiastique bicamérale khutsuri (c’est-à-dire d’une part les capitales rondes classiques asomtavruli, et d’autre part les minuscules carrées cursives nuskhuri, qui sont des variantes médiévales des capitales inspirées par l’onciale latine pour l’écriture à la plume) est Geok. Pour les inscriptions classiques en capitales rondes asomtavruli uniquement, on peut utiliser indifféremment le code Geok (dans les textes ecclésiastiques à écriture bicamérale) ou le code moderne Geor (le second code est toutefois préférable pour les citations dans les textes modernes de citations anciennes non-ecclésiastiques telles les inscriptions monumentales monocamérales).
Le point arménien (ou vertsakète) U+0589 « ։ » (à ne pas confondre avec la ponctuation latine deux-points) peut également être utilisé dans les textes historiques géorgiens pour marquer la fin d'un vers. Il se rapproche du signe de ponctuation géorgien U+10FB qui marque la fin d'un paragraphe (dans l’écriture mkhédrouli moderne) et qui adjoint un point médian supplémentaire après le vertsakète.

### Table des caractères Unicode
| en fr  | 0 | 1 | 2 | 3 | 4 | 5 | 6 | 7 | 8 | 9 | A | B | C | D | E | F |
| ------ | - | - | - | - | - | - | - | - | - | - | - | - | - | - | - | - |
| U+2D00 | ⴀ | ⴁ | ⴂ | ⴃ | ⴄ | ⴅ | ⴆ | ⴇ | ⴈ | ⴉ | ⴊ | ⴋ | ⴌ | ⴍ | ⴎ | ⴏ |
| U+2D10 | ⴐ | ⴑ | ⴒ | ⴓ | ⴔ | ⴕ | ⴖ | ⴗ | ⴘ | ⴙ | ⴚ | ⴛ | ⴜ | ⴝ | ⴞ | ⴟ |
| U+2D20 | ⴠ | ⴡ | ⴢ | ⴣ | ⴤ | ⴥ |   | ⴧ |   |   |   |   |   | ⴭ |   |   |

| en fr  | 0 | 1 | 2 | 3 | 4 | 5 | 6 | 7 | 8 | 9 | A | B | C | D | E | F |
| ------ | - | - | - | - | - | - | - | - | - | - | - | - | - | - | - | - |
| U+10A0 | Ⴀ | Ⴁ | Ⴂ | Ⴃ | Ⴄ | Ⴅ | Ⴆ | Ⴇ | Ⴈ | Ⴉ | Ⴊ | Ⴋ | Ⴌ | Ⴍ | Ⴎ | Ⴏ |
| U+10B0 | Ⴐ | Ⴑ | Ⴒ | Ⴓ | Ⴔ | Ⴕ | Ⴖ | Ⴗ | Ⴘ | Ⴙ | Ⴚ | Ⴛ | Ⴜ | Ⴝ | Ⴞ | Ⴟ |
| U+10C0 | Ⴠ | Ⴡ | Ⴢ | Ⴣ | Ⴤ | Ⴥ |   | Ⴧ |   |   |   |   |   | Ⴭ |   |   |

|        | 0 | 1 | 2 | 3 | 4 | 5 | 6 | 7 | 8 | 9 | A | B | C | D | E | F |
| ------ | - | - | - | - | - | - | - | - | - | - | - | - | - | - | - | - |
| U+10D0 | ა | ბ | გ | დ | ე | ვ | ზ | თ | ი | კ | ლ | მ | ნ | ო | პ | ჟ |
| U+10E0 | რ | ს | ტ | უ | ფ | ქ | ღ | ყ | შ | ჩ | ც | ძ | წ | ჭ | ხ | ჯ |
| U+10F0 | ჰ | ჱ | ჲ | ჳ | ჴ | ჵ | ჶ | ჷ | ჸ | ჹ | ჺ | ჻ | ჼ | ჽ | ჾ | ჿ |

| en fr  | 0 | 1 | 2 | 3 | 4 | 5 | 6 | 7 | 8 | 9 | A | B | C | D | E | F |
| ------ | - | - | - | - | - | - | - | - | - | - | - | - | - | - | - | - |
| U+1C90 | Ა | Ბ | Გ | Დ | Ე | Ვ | Ზ | Თ | Ი | Კ | Ლ | Მ | Ნ | Ო | Პ | Ჟ |
| U+1CA0 | Რ | Ს | Ტ | Უ | Ფ | Ქ | Ღ | Ყ | Შ | Ჩ | Ც | Ძ | Წ | Ჭ | Ხ | Ჯ |
| U+1CB0 | Ჰ | Ჱ | Ჲ | Ჳ | Ჴ | Ჵ | Ჶ | Ჷ | Ჸ | Ჹ | Ჺ |   |   | Ჽ | Ჾ | Ჿ |